# Идеофон
Идеофон (др.-греч. ἰδέα 'идея', φωνή 'звук', также звукоподражение, ономатопея) — слово, значение которого основано на имитации звуков окружающей действительности.
Идеофоны бывают двух типов:
- звукоподражательные («гав-гав», «булькать», «хрюкать»)
- звукоизобразительные (звукообразные) слова, в которых звук создаёт образное впечатление о значении слова («зюзя», «лялька», «цуцик», «барахтаться»)[2]

Идеофоны часто обозначают виды движения, световые явления, атрибуты объектов (форма, размер, расстояние, свойства их поверхности), а также походку, мимику, физиологические и эмоциональные состояния человека и животных.
Критериями выделения звукосимволических слов являются, среди прочего, редупликация, экспрессивная геминация и изоморфизм звукосимволических слов по языкам мира.